# 2012-es úszó-Európa-bajnokság
A 2012-es úszó-Európa-bajnokságot 2012. május 21. és május 27. között rendezték meg Magyarországon, Debrecenben.
A verseny rendezési jogát az Európai Úszószövetség 2011 májusában a belgiumi Antwerpennek adta, de a szervezők pénzügyi problémák miatt visszaléptek. Az esemény beugró rendezőjeként felmerült London, Eindhoven és Torino is, de 2012. február 16-án bejelentették, hogy Debrecen kapta meg a verseny lebonyolításának lehetőségét. A műúszók kontinentális viadalát – a már korábban elnyert műugró-Eb mellett – Eindhoven veszi át.
A magyar versenyzők összesen 26 érmet (9 aranyat, 10 ezüstöt és 7 bronzot) szereztek, ezzel ez volt az eddigi úszó-Európa-bajnokságok történetének legsikeresebb szereplése.

## Összesített éremtáblázat
| Helyezés | Nemzet             | Arany | Ezüst | Bronz | Összesen |
| 1        | Magyarország       | 9     | 10    | 7     | 26       |
| 2        | Németország        | 9     | 9     | 6     | 24       |
| 3        | Olaszország        | 7     | 10    | 6     | 23       |
| 4        | Franciaország      | 6     | 4     | 4     | 14       |
| 5        | Spanyolország      | 5     | 3     | 3     | 11       |
| 6        | Svédország         | 4     | 4     | 2     | 10       |
| 7        | Oroszország        | 3     | 4     | 5     | 12       |
| 8        | Ukrajna            | 2     | 6     | 7     | 15       |
| 9        | Egyesült Királyság | 2     | 2     | 0     | 4        |
| 10       | Norvégia           | 2     | 0     | 1     | 3        |
| 11       | Görögország        | 1     | 0     | 5     | 6        |
| 12       | Izrael             | 1     | 0     | 4     | 5        |
| 13       | Csehország         | 1     | 0     | 2     | 3        |
| 14       | Szlovénia          | 1     | 0     | 1     | 2        |
| 15       | Lengyelország      | 1     | 0     | 0     | 1        |
| 15       | Szerbia            | 1     | 0     | 0     | 1        |
| 17       | Horvátország       | 0     | 1     | 0     | 1        |
| 17       | Észtország         | 0     | 1     | 0     | 1        |
| 17       | Írország           | 0     | 1     | 0     | 1        |
| 17       | Hollandia          | 0     | 1     | 0     | 1        |
| 21       | Ausztria           | 0     | 0     | 1     | 1        |
| 21       | Fehéroroszország   | 0     | 0     | 1     | 1        |
| 21       | Románia            | 0     | 0     | 1     | 1        |
| Összesen | Összesen           | 55    | 56    | 56    | 167      |

- Férfi 50 m-es hátúszásban hármas holtverseny miatt három bronzérmet osztottak ki.
- Női 50 m-es hátúszásban holtverseny miatt két ezüstérmet osztottak ki, bronzérmes nem volt.

## Eredmények

### Úszás

#### Éremtáblázat
| Helyezés | Nemzet             | Arany | Ezüst | Bronz | Összesen |
| 1        | Magyarország       | 9     | 10    | 7     | 26       |
| 2        | Németország        | 8     | 6     | 3     | 17       |
| 3        | Olaszország        | 6     | 8     | 4     | 18       |
| 4        | Franciaország      | 4     | 4     | 3     | 11       |
| 5        | Spanyolország      | 3     | 1     | 3     | 7        |
| 6        | Svédország         | 2     | 4     | 2     | 8        |
| 7        | Norvégia           | 2     | 0     | 1     | 3        |
| 8        | Görögország        | 1     | 0     | 5     | 6        |
| 9        | Izrael             | 1     | 0     | 4     | 5        |
| 10       | Csehország         | 1     | 0     | 2     | 3        |
| 11       | Szlovénia          | 1     | 0     | 1     | 2        |
| 12       | Lengyelország      | 1     | 0     | 0     | 1        |
| 12       | Szerbia            | 1     | 0     | 0     | 1        |
| 14       | Egyesült Királyság | 0     | 2     | 0     | 2        |
| 15       | Ukrajna            | 0     | 1     | 2     | 3        |
| 16       | Oroszország        | 0     | 1     | 1     | 2        |
| 17       | Horvátország       | 0     | 1     | 0     | 1        |
| 17       | Észtország         | 0     | 1     | 0     | 1        |
| 17       | Írország           | 0     | 1     | 0     | 1        |
| 17       | Hollandia          | 0     | 1     | 0     | 1        |
| 21       | Ausztria           | 0     | 0     | 1     | 1        |
| 21       | Fehéroroszország   | 0     | 0     | 1     | 1        |
| 21       | Románia            | 0     | 0     | 1     | 1        |
| Összesen | Összesen           | 40    | 41    | 41    | 122      |

- Férfi 50 m-es hátúszásban hármas holtverseny miatt három bronzérmet osztottak ki.
- Női 50 m-es hátúszásban holtverseny miatt két ezüstérmet osztottak ki, bronzérmes nem volt.

#### Férfi
| Versenyszám                                     | Arany                                                                                 | Arany       | Ezüst                                                                                | Ezüst    | Bronz                                                                                            | Bronz    |
| ----------------------------------------------- | ------------------------------------------------------------------------------------- | ----------- | ------------------------------------------------------------------------------------ | -------- | ------------------------------------------------------------------------------------------------ | -------- |
| 50 m-es gyorsúszás Döntő: május 27.             | Frederick Bousquet · Franciaország                                                    | 21,80       | Stefan Nystrand · Svédország                                                         | 22,04    | Andrij Hovorov · Ukrajna                                                                         | 22,18    |
| 100 m-es gyorsúszás Döntő: május 25.            | Filippo Magnini · Olaszország                                                         | 48,77       | Alain Bernard · Franciaország                                                        | 48,95    | Norbert Trandafir · Románia                                                                      | 49,13    |
| 200 m-es gyorsúszás Döntő: május 23.            | Paul Biedermann · Németország                                                         | 1:46,27     | Amaury Leveaux · Franciaország                                                       | 1:47,69  | Kozma Dominik · Magyarország                                                                     | 1:47,72  |
| 400 m-es gyorsúszás Döntő: május 21.            | Paul Biedermann · Németország                                                         | 3:47,84     | Kis Gergő · Magyarország                                                             | 3:48,09  | Samuel Pizzetti · Olaszország                                                                    | 3:48,66  |
| 800 m-es gyorsúszás Döntő: május 25.            | Kis Gergő · Magyarország                                                              | 7:49,46     | Gregorio Paltrinieri · Olaszország                                                   | 7:52,23  | Szerhij Frolov · Ukrajna                                                                         | 7:52,81  |
| 1500 m-es gyorsúszás Döntő: május 23.           | Gregorio Paltrinieri · Olaszország                                                    | 14:48,92 CR | Kis Gergő · Magyarország                                                             | 14:58,15 | Gyurta Gergely · Magyarország                                                                    | 15:04,38 |
|                                                 |                                                                                       |             |                                                                                      |          |                                                                                                  |          |
| 50 m-es hátúszás Döntő: május 24.               | Jonatan Kopelev · Izrael                                                              | 24,73       | Mirco Di Tora · Olaszország                                                          | 24,95    | Bohus Richárd · Magyarország                                                                     | 25,14    |
| 50 m-es hátúszás Döntő: május 24.               | Jonatan Kopelev · Izrael                                                              | 24,73       | Mirco Di Tora · Olaszország                                                          | 24,95    | Dorian Gandin · Franciaország                                                                    | 25,14    |
| 50 m-es hátúszás Döntő: május 24.               | Jonatan Kopelev · Izrael                                                              | 24,73       | Mirco Di Tora · Olaszország                                                          | 24,95    | Guy Barnea · Izrael                                                                              | 25,14    |
| 100 m-es hátúszás Döntő: május 22.              | Aristeidis Grigoriadis · Görögország                                                  | 53,86       | Helge Meeuw · Németország                                                            | 54,06    | Yakov-Yan Toumarkin · Izrael                                                                     | 54,14    |
| 200 m-es hátúszás Döntő: május 26.              | Radoslaw Kawecki · Lengyelország                                                      | 1:55,28 CR  | Bernek Péter · Magyarország                                                          | 1:55,88  | Yakov-Yan Toumarkin · Izrael                                                                     | 1:57,35  |
|                                                 |                                                                                       |             |                                                                                      |          |                                                                                                  |          |
| 50 m-es mellúszás Döntő: május 26.              | Damir Dugonjič · Szlovénia                                                            | 27,32       | Fabio Scozzoli · Olaszország                                                         | 27,49    | Panajótisz Szamilídisz · Görögország                                                             | 27,64    |
| 100 m-es mellúszás Döntő: május 22.             | Fabio Scozzoli · Olaszország                                                          | 1:00,55     | Valerij Dimo · Ukrajna                                                               | 1:00,68  | Mattia Pesce · Olaszország                                                                       | 1:00,93  |
| 200 m-es mellúszás Döntő: május 24.             | Gyurta Dániel · Magyarország                                                          | 2:08,60 CR  | Marco Koch · Németország                                                             | 2:09,26  | Panajótisz Szamilídisz · Görögország                                                             | 2:09,72  |
|                                                 |                                                                                       |             |                                                                                      |          |                                                                                                  |          |
| 50 m-es pillangóúszás Döntő: május 22.          | Rafael Muñoz · Spanyolország                                                          | 23,16       | Frédérick Bousquet · Franciaország                                                   | 23,30    | Yauhen Tsurkin · Fehéroroszország                                                                | 23,37    |
| 100 m-es pillangóúszás Döntő: május 26.         | Milorad Čavić · Szerbia                                                               | 51,45       | Cseh László · Magyarország                                                           | 51,77    | Matteo Rivolta · Olaszország                                                                     | 52,40    |
| 200 m-es pillangóúszás Döntő: május 24.         | Cseh László · Magyarország                                                            | 1:54,95     | Biczó Bence · Magyarország                                                           | 1:55,85  | Joannisz Drimonakosz · Görögország                                                               | 1:56,48  |
|                                                 |                                                                                       |             |                                                                                      |          |                                                                                                  |          |
| 200 m-es vegyesúszás Döntő: május 23.           | Cseh László · Magyarország                                                            | 1:56,66 CR  | James Goddard · Egyesült Királyság                                                   | 1:57,84  | Markus Rogan · Ausztria                                                                          | 1:59,39  |
| 400 m-es vegyesúszás Döntő: május 27.           | Cseh László · Magyarország                                                            | 4:12,17     | Verrasztó Dávid · Magyarország                                                       | 4:14,23  | Joannisz Drimonakosz · Görögország                                                               | 4:14,41  |
|                                                 |                                                                                       |             |                                                                                      |          |                                                                                                  |          |
| 4 × 100 m-es gyorsúszás váltó Döntő: május 21.  | Franciaország · Amaury Leveaux · Alain Bernard · Frédérick Bousquet · Jérémy Stravius | 3:13,55     | Olaszország · Andrea Rolla · Marco Orsi · Michele Santucci · Filippo Magnini         | 3:14,71  | Oroszország · Vitalij Szirnyikov · Oleg Tyihobajev · Nyikita Konovalov · Vjacseszlav Andruszenko | 3:15,13  |
| 4 × 200 m-es gyorsúszás váltó Döntő: május 26.  | Németország · Paul Biedermann · Dimitri Colupaev · Clemens Rapp · Tim Wallburger      | 7:09,17     | Olaszország · Gianluca Maglia · Riccardo Maestri · Samuel Pizzetti · Filippo Magnini | 7:13,10  | Magyarország · Kozma Dominik · Kis Gergő · Bernek Péter · Cseh László                            | 7:13,60  |
|                                                 |                                                                                       |             |                                                                                      |          |                                                                                                  |          |
| 4 × 100 m-es vegyesúszás váltó Döntő: május 27. | Olaszország · Mirco Di Tora · Fabio Scozzoli · Matteo Rivolta · Filippo Magnini       | 3:32,80     | Németország · Helge Meeuw · Christian Vom Lehn · Steffen Deibler · Marco Di Carli    | 3:34,41  | Magyarország · Bernek Péter · Gyurta Dániel · Cseh László · Kozma Dominik                        | 3:34,57  |

#### Női
| Versenyszám                                     | Arany                                                                          | Arany      | Ezüst                                                                                 | Ezüst    | Bronz                                                                                  | Bronz    |
| ----------------------------------------------- | ------------------------------------------------------------------------------ | ---------- | ------------------------------------------------------------------------------------- | -------- | -------------------------------------------------------------------------------------- | -------- |
| 50 m-es gyorsúszás Döntő: május 27.             | Britta Steffen · Németország                                                   | 24,37      | Hinkelien Schreuder · Hollandia                                                       | 24,78    | Nery-Mantey Niangkouara · Görögország                                                  | 53,61    |
| 100 m-es gyorsúszás Döntő: május 23.            | Sarah Sjöström · Svédország                                                    | 53,61      | Britta Steffen · Németország                                                          | 54,15    | Daniela Schreiber · Németország                                                        | 54,41    |
| 200 m-es gyorsúszás Döntő: május 26.            | Federica Pellegrini · Olaszország                                              | 1:56,76    | Silke Lippok · Németország                                                            | 1:58,19  | Ophélie-Cyrielle Étienne · Franciaország                                               | 1:58,23  |
| 400 m-es gyorsúszás Döntő: május 27.            | Coralie Balmy · Franciaország                                                  | 4:05,31    | Mireia Belmonte García · Spanyolország                                                | 4:05,45  | Ophélie-Cyrielle Étienne · Franciaország                                               | 4:07,47  |
| 800 m-es gyorsúszás Döntő: május 24.            | Kapás Boglárka · Magyarország                                                  | 8:26,49    | Coralie Balmy · Franciaország                                                         | 8:27,79  | Risztov Éva · Magyarország                                                             | 8:27,87  |
| 1500 m-es gyorsúszás Döntő: május 26.           | Mireia Belmonte García · Spanyolország                                         | 16:05,34   | Risztov Éva · Magyarország                                                            | 16:10,04 | Erika Villaécija García · Spanyolország                                                | 16:15,85 |
|                                                 |                                                                                |            |                                                                                       |          |                                                                                        |          |
| 50 m-es hátúszás Döntő: május 26.               | Mercedes Peris · Spanyolország                                                 | 28,25      | Arianna Barbieri · Olaszország · Sanja Jovanović · Horvátország                       | 28,31    | nem adták ki                                                                           |          |
| 100 m-es hátúszás Döntő: május 24.              | Jenny Mensing · Németország                                                    | 1:00,08    | Arianna Barbieri · Olaszország                                                        | 1:00,54  | Simona Baumrtová · Csehország                                                          | 1:00,57  |
| 200 m-es hátúszás Döntő: május 22.              | Alexianne Castel · Franciaország                                               | 2:08,41    | Jenny Mensing · Németország                                                           | 2:09,55  | Duane da Rocha Marce · Spanyolország                                                   | 2:09,56  |
|                                                 |                                                                                |            |                                                                                       |          |                                                                                        |          |
| 50 m-es mellúszás Döntő: május 27.              | Petra Chocová · Csehország                                                     | 31,25      | Sycerika Mc Mahon · Írország                                                          | 31,27    | Caroline Ruhnau · Németország                                                          | 31,35    |
| 100 m-es mellúszás Döntő: május 23.             | Sarah Poewe · Németország                                                      | 1:07,33    | Jennie Johansson · Svédország                                                         | 1:07,85  | Marina Garcia Urzainqui · Spanyolország                                                | 1:07,91  |
| 200 m-es mellúszás Döntő: május 25.             | Sara Nordenstam · Norvégia                                                     | 2:26,91    | Irina Novikova · Oroszország                                                          | 2:27,25  | Sarah Pöwe · Németország                                                               | 2:27,80  |
|                                                 |                                                                                |            |                                                                                       |          |                                                                                        |          |
| 50 m-es pillangóúszás Döntő: május 22.          | Sarah Sjöström · Svédország                                                    | 25,64      | Triin Aljand · Észtország                                                             | 25,92    | Ingvild Snildal · Norvégia                                                             | 26,12    |
| 100 m-es pillangóúszás Döntő: május 25.         | Ingvild Snildal · Norvégia                                                     | 58,04      | Martina Granström · Svédország                                                        | 58,07    | Amit Ivri · Izrael                                                                     | 58,78    |
| 200 m-es pillangóúszás Döntő: május 27.         | Hosszú Katinka · Magyarország                                                  | 2:07,28    | Jakabos Zsuzsanna · Magyarország                                                      | 2:07,86  | Martina Granström · Svédország                                                         | 2:08,22  |
|                                                 |                                                                                |            |                                                                                       |          |                                                                                        |          |
| 200 m-es vegyesúszás Döntő: május 24.           | Hosszú Katinka · Magyarország                                                  | 2:10,84    | Sophie Allen · Egyesült Királyság                                                     | 2:11,49  | Verrasztó Evelyn · Magyarország                                                        | 2:11,63  |
| 400 m-es vegyesúszás Döntő: május 21.           | Hosszú Katinka · Magyarország                                                  | 4:33,76    | Jakabos Zsuzsanna · Magyarország                                                      | 4:35,68  | Barbora Závadová · Csehország                                                          | 4:38,07  |
|                                                 |                                                                                |            |                                                                                       |          |                                                                                        |          |
| 4 × 100 m-es gyorsúszás váltó Döntő: május 21.  | Németország · Britta Steffen · Silke Lippok · Lisa Vitting · Daniela Schreiber | 3:37,98    | Svédország · Ida Marko-Varga · Michelle Coleman · Sarah Sjöström · Gabriella Fagundez | 3:38,40  | Olaszország · Alice Mizzau · Federica Pellegrini · Erica Buratto · Erika Ferraioli     | 3:39,84  |
| 4 × 200 m-es gyorsúszás váltó Döntő: május 24.  | Olaszország · Alice Mizzau · Alice Nesti · Diletta Carli · Federica Pellegrini | 7:52,90    | Magyarország · Jakabos Zsuzsanna · Verrasztó Evelyn · Mutina Ágnes · Hosszú Katinka   | 7:54,70  | Szlovénia · Sara Isakovič · Anja Klinar · Ursa Bezan · Mojca Sagmeister                | 7:59,73  |
|                                                 |                                                                                |            |                                                                                       |          |                                                                                        |          |
| 4 × 100 m-es vegyesúszás váltó Döntő: május 27. | Németország · Jenny Mensing · Sarah Poewe · Alexandra Wenk · Britta Steffen    | 3:58,43 CR | Olaszország · Arianna Barbieri · Boggiatto Chiara · Ilaria Bianchi · Alice Mizzau     | 4:01,92  | Svédország · Therese Svendsen · Joline Höstman · Martina Granström · Nathalie Lindborg | 4:05,58  |

- ER: Európa-rekord (európai versenyző által elért legjobb eredmény)
- CR: Európa-bajnoki rekord (Úszó-Európa-bajnokságokon elért legjobb eredmény)

### Műugrás

#### Éremtáblázat
| Helyezés | Nemzet             | Arany | Ezüst | Bronz | Összesen |
| 1        | Ukrajna            | 2     | 3     | 3     | 8        |
| 2        | Franciaország      | 2     | 0     | 1     | 3        |
| 3        | Egyesült Királyság | 2     | 0     | 0     | 2        |
| 3        | Svédország         | 2     | 0     | 0     | 2        |
| 5        | Oroszország        | 1     | 3     | 4     | 8        |
| 6        | Németország        | 1     | 3     | 3     | 7        |
| 7        | Olaszország        | 1     | 2     | 0     | 3        |
| Összesen | Összesen           | 11    | 11    | 11    | 33       |

#### Férfi
| Versenyszám                  | Arany                                            | Arany  | Ezüst                                          | Ezüst  | Bronz                                                | Bronz  |
| ---------------------------- | ------------------------------------------------ | ------ | ---------------------------------------------- | ------ | ---------------------------------------------------- | ------ |
| 1 m-es műugrás Döntő:        | Illja Kvasa · Ukrajna                            | 430,50 | Jevgenyij Kuznyecov · Oroszország              | 412,65 | Matthieu Rosset · Franciaország                      | 403,95 |
| 3 m-es műugrás Döntő:        | Matthieu Rosset · Franciaország                  | 504,00 | Patrick Hausding · Németország                 | 502,75 | Ilja Zaharov · Oroszország                           | 493,80 |
| 10 m-es toronyugrás Döntő:   | Tom Daley · Egyesült Királyság                   | 565,05 | Viktor Minyibajev · Oroszország                | 515,40 | Gleb Galperin · Oroszország                          | 511,55 |
| 3 m-es szinkronugrás Döntő:  | Oroszország · Jevgenyij Kuznyecov · Ilja Zaharov | 445,92 | Németország · Patrick Hausding · Stephan Feck  | 433,68 | Ukrajna · Illja Kvasa · Olekszij Prigorov            | 432,48 |
| 10 m-es szinkronugrás Döntő: | Németország · Sascha Klein · Patrick Hausding    | 463,08 | Oroszország · Ilja Zaharov · Viktor Minyibajev | 458,07 | Ukrajna · Olekszandr Bondar · Olekszandr Gorskovozov | 437,79 |

#### Női
| Versenyszám                  | Arany                                            | Arany  | Ezüst                                            | Ezüst  | Bronz                                            | Bronz  |
| ---------------------------- | ------------------------------------------------ | ------ | ------------------------------------------------ | ------ | ------------------------------------------------ | ------ |
| 1 m-es műugrás Döntő:        | Anna Lindberg · Svédország                       | 301,35 | Tania Cagnotto · Olaszország                     | 281,30 | Nagyezsda Bazsina · Oroszország                  | 275,15 |
| 3 m-es műugrás Döntő:        | Anna Lindberg · Svédország                       | 342,75 | Uschi Freitag · Németország                      | 321,40 | Olena Fedorovna · Ukrajna                        | 315,00 |
| 10 m-es toronyugrás Döntő:   | Julia Prokopcsuk · Ukrajna                       | 321,55 | Bátki Noémi · Olaszország                        | 315,60 | Maria Kurjo · Németország                        | 312,65 |
| 3 m-es szinkronugrás Döntő:  | Olaszország · Tania Cagnotto · Francesca Dallapé | 325,50 | Ukrajna · Olena Fedorova · Hanna Piszmenszka     | 302,10 | Németország · Katja Dieckow · Uschi Freitag      | 296,70 |
| 10 m-es szinkronugrás Döntő: | Egyesült Királyság · Tonia Couch · Sarah Barrow  | 319,56 | Ukrajna · Viktorija Potyehina · Julia Prokopcsuk | 310,68 | Németország · Nora Subschinski · Christin Steuer | 303,93 |

#### Csapat
| Versenyszám   | Arany                                           | Arany  | Ezüst                                       | Ezüst  | Bronz                                              | Bronz  |
| ------------- | ----------------------------------------------- | ------ | ------------------------------------------- | ------ | -------------------------------------------------- | ------ |
| Csapat Döntő: | Franciaország · Audrey Labeau · Matthieu Rosset | 416,50 | Ukrajna · Olena Fedorova · Oleksandr Bondar | 387,85 | Oroszország · Nagyezsda Bazsina · Artyom Cseszakov | 384,30 |

### Szinkronúszás

#### Éremtáblázat
| Helyezés | Nemzet        | Arany | Ezüst | Bronz | Összesen |
| 1        | Spanyolország | 2     | 2     | 0     | 4        |
| 2        | Oroszország   | 2     | 0     | 0     | 2        |
| 3        | Ukrajna       | 0     | 2     | 2     | 4        |
| 4        | Olaszország   | 0     | 0     | 2     | 2        |
| Összesen | Összesen      | 4     | 4     | 4     | 12       |

| Versenyszám                  | Arany | Arany  | Ezüst | Ezüst  | Bronz | Bronz  |
| ---------------------------- | --- | ------ | --- | ------ | --- | ------ |
| egyéni szabad program Döntő: | Natalja Iscsenko · Oroszország | 97,810 | Andrea Fuentes · Spanyolország | 95,900 | Lolita Ananaszova · Ukrajna | 92,250 |
| páros szabad program Döntő:  | Oroszország · Natalia Ishchenko · Svetlana Romashina | 97,860 | Spanyolország · Ona Carbonell · Andrea Fuentes | 95,980 | Ukrajna · Daria Iushko · Kseniya Sydorenko | 92,950 |
| csapat szabad program Döntő: | Spanyolország · Clara Basiana · Alba María Cabello · Ona Carbonell · Margalida Crespi · Andrea Fuentes · Thaïs Henríquez · Paula Klamburg · Irene Montrucchio                             | 96,210 | Ukrajna · Lolita Ananaszova · Darja Jusko · Ganna Klimenko · Olga Kondrasova · Olekszandra Sabada · Katerina Sadurska · Kszenya Szidorenko · Anna Voloshina                                        | 93,660 | Olaszország · Federica Bellaria · Elisa Bozzo · Camilla Catteneo · Manila Flamini · Giulia Lapi · Maria Angela Perrupato · Benedetta Re · Sara Sgarzi                                     | 90,530 |
| kombinációs kűr Döntő:       | Spanyolország · Clara Basiana · Alba María Cabello · Clara Camacho · Ona Carbonell · Margalida Crespi · Andrea Fuentes · Thaïs Henríquez · Paula Klamburg · Irene Montrucchio · Laia Pons | 95,600 | Ukrajna · Lolita Ananasova · Olena Grechykhina · Daria Iushko · Ganna Khmelnytska · Ganna Klymenko · Olga Kondrashova · Oleksandra Sabada · Kateryna Sadurska · Kseniya Sydorenko · Anna Voloshyna | 93,420 | Olaszország · Federica Bellaria · Elisa Bozzo · Beatrice Callegari · Camilla Catteneo · Linda Cerruti · Francesca Deidda · Manila Flamini · Benedetta Re · Dalila Schiesaro · Sara Sgarzi | 90,440 |